# Orthomorpha mediovirgata
Orthomorpha mediovirgata är en mångfotingart som beskrevs av Carl 1941. Orthomorpha mediovirgata ingår i släktet Orthomorpha och familjen orangeridubbelfotingar. Inga underarter finns listade i Catalogue of Life.